# تحالف القوى الوطنية
تحالف القوى الوطنية في ليبيا هو تحالفٌ سياسي ليبي معارض يتشكل من مجموعة من الاحزاب السياسية الصغيرة وبعض الشخصيات الليبية.
صوت للتحالف المحسوب على التيار المدني غالبية الناخبين في داخل ليبيا ليحصد غالبية المقاعد المخصصة للأحزاب السياسة في الانتخابات العامة التي جرت في 7 يوليو 2012، والتي حصل من خلالها على 39 مقعد من أصل 200 
ويميل هذا التحالف إلى الفكر الليبرالي الذي ينادي «بإسلام معتدل وديمقراطية ودولة مدنية».

## بداية التحالف
تم الإعلان عن ملتقى القوى الوطنية والمعروف الآن بتحالف القوى الوطنية يوم 21 فبراير 2012 بفندق ركسوس دعى لهذه الفكرة عدد من الشخصيات الليبية البارزة من أجل توحيد الصف بعد ثورة 17 فبراير والتأكيد على الرغبة في تحقيق أهدافها.
ومن خلال هذا الملتقى تم الإعلان عن ميثاق التحالف، والذي ينص على عدة مبادئ وأهداف للحزب ويضم الميثاق لوائح تنظيمية لهذا الكيان ووقع عليه في ذلك اليوم عدد من الأحزاب الصغيرة حديثة النشأة وعدد من الشخصيات السياسية وبعض مؤسسات المجتمع المدني في ليبيا.

## هيكلية تحالف القوى الوطنية

### الهيئة العليا
تم تشكيل الهيئة العليا للتحالف والتي تمثل الجهة التشريعية، بضم ممثل عن كل حزب ومؤسسة مجتمع مدني وانضمام الشخصيات الموقعين على ميثاق التحالف، وقد تم انتخاب محمود جبريل رئيساً لتحالف القوى الوطنية.

### الأمانة العامة
الأمانة العامة للحزب هي الجهة التنفيذية والإدارية لتحالف القوى الوطنية.

## الأهداف
كان من الأهداف الرئيسية والأساسية لتحالف القوى الوطنية والذي طرحت في ميثاقه خوض انتخابات المؤتمر الوطني العام والمشاركة في صياغة الدستور عبر محاولة الدخول في الهيئة التأسيسية لصياغة الدستور الليبي وذلك لإرساء قواعد الدولة المدنية الديمقراطية على حد وصف رئيس الحزب محمود جبريل.

## المسيرة السياسية
لم تتحصل كتلة تحالف القوى الوطنية على الأغلبية بالمؤتمر الوطني بالرغم من تحصله على غالبية أصوات الناخبين وذلك يرجع لقانون الانتخابات الذي يعطي أغلبية المقاعد المؤتمر للأفراد المستقلين.

### تشكيل الحكومة
سبّب الانقسام الظاهر في المؤتمر الوطني العام التأخر في تشكيل الحكومة وذلك يرجع إلى تعدد وجهات النظر واختلاف الأعضاء فيما بينهم، كان رئيس التحالف محمود جبريل أحد المترشحين لتولي منصب رئيس الوزراء وقام بطرح البرنامج والخطط التي أعدها فريق خبراء تحالف القوى الوطنية، ولكن المؤتمر الوطني العام منح الثقة للدكتور مصطفى أبو شاقور والذي فشل بدوره في تشكيل حكومة توافقية ترضي أعضاء المؤتمر.
ومن ثم شارك الحزب في الحكومة المؤقتة للسيد علي زيدان وأعتبرها حكومة وفاق وطني لأن المرحلة من وجهة نظر التحالف هي مرحلة توافقية وليست مرحلة مكاسب سياسية وتمثيلها تمثيل حزبي في وزارات، وتحصل التحالف منها على 5 حقائب وزارية.

### قانون العزل السياسي
أعلن التحالف في أكثر من مرة أنه مع قرار العزل السياسي الذي يقصي أنصار النظام السابق ولكن هدف الحزب هو عزل السلوك وليس الأشخاص بعينهم ويجب أن يراعي القانون حقوق الإنسان والمواطنة والقضاء وأن يشمل كل من أفسد الحياة السياسية منذ سنة 1969 حتى فبراير 2011، إلا أن خصومه السياسيين يؤكدون دائمًا أن التحالف ضد العزل السياسي وطالما اتهم الحزب بتشويه القانون.

### الدستور
يرى تحالف القوى الوطنية الرجوع لدستور 1951 مع بعض التعديلات على بعض النقاط التي لا تتفق مع الوضع الحالي لتصبح مجرد عملية لتحديث دستور المملكة السابق، وكان التحالف من أكثر المطالبين بان تكون الهيئة التأسيسية لصياغة الدستور الليبي منتخبة من قبل الشعب.

### إعلان تجميد نشاط الحزب
أعلن تحالف القوى الوطنية تجميد مشاركته في العملية السياسية المتمثلة في البرلمان والحكومة لحين إقرار الدستور، وارجع الحزب تجميده لتحول صوت الأغلبية في الشارع إلى أقلية بالبرلمان على حد وصفهم.

## وصلات خارجية
- الموقع الرسمي لتحالف القوى الوطنية
- الصفحة الرسمية لتحالف القوى الوطنية على فيس بوك